# 上海清算所
银行间市场清算所股份有限公司簡稱上海清算所，是位於中華人民共和國上海市外灘的一家中央對手清算結構。該金融機構獲得中国人民银行以及美国商品期货交易委员会認定。上海清算所成立於2009年11月。2021年5月28日獲得2020年度上海市市长质量奖。

## 外部連結
- 官方网站